# Lanterna rossa
Lanterna rossa è un film italiano del 1914 in due atti. Decisamente stroncato dalla critica, gli fu riconosciuto un solo merito: l'efficace interpretazione di Angelo Pezzaglia nella parte del casellante.